# Värmland
La province de Värmland (en français vieilli : Varmie) est une province historique de l'ouest de la Suède. Elle est comprise entre au sud la Westrogothie et la Dalie, à l'ouest la Norvège, à l'est le Västmanland et la Néricie et au nord-est la Dalécarlie. Elle correspond assez étroitement au comté de Värmland.
Le prince Carl Philip, fils du roi Carl XVI Gustaf, est duc de Värmland.

## Liste de ducs de Värmland
- Prince Karl Adolf (3 juillet 1798-10 juillet 1798)
- Prince Gustaf Adolf, futur Gustave V (1858-1950), roi de Suède (1907-1950)
- Prince Carl Philip (né le 13 mai 1979), prince héritier (du 13 mai au 31 décembre 1979)

Armoiries du prince Charles-Adolphe (1798).
Armoiries du prince héritier Gustave (V) (1858-1950).
Armoiries du prince Carl Philip de Suède.

## Personnalités issues du Värmland
- Charles John Andersson, explorateur et chasseur
- Gunnar Andersson,  footballeur franco-suédois, joueur de l’Olympique de Marseille
- Lars Lerin, peintre
- John Ericsson, inventeur du moteur à air chaud
- Lars Magnus Ericsson, fondateur de Ericsson
- Sven-Göran Eriksson, entraîneur de football
- Stefan Holm, athlète
- Magnus Nyrén, astronome suédois
- Selma Lagerlöf, Prix Nobel de littérature
- Göran Tunström, écrivain
- Monica Zetterlund

## Géographie
Le Värmland est une région couverte de forêts immenses de bouleaux et de sapins traversées par des torrents. On trouve aussi de nombreux lacs plus ou moins grands comme le lac Vänern.